# أونو لو فوكون (أورن)
أونو لو فوكون هي بلدية في أورن في شمال غرب فرنسا.